# Katherin Nuevo
Katherin Nuevo Segura (24 de octubre de 2002) es una deportista cubana que compite en piragüismo en la modalidad de aguas tranquilas.
Ganó tres medallas en el Campeonato Mundial de Piragüismo, en los años 2021 y 2022. En los Juegos Panamericanos de 2019 consiguió una medalla de oro.

## Palmarés internacional
| Campeonato Mundial   | Campeonato Mundial     | Campeonato Mundial | Campeonato Mundial |
| Año                  | Lugar                  | Medalla            | Competición        |
| -------------------- | ---------------------- | ------------------ | ------------------ |
| 2021                 | Copenhague (Dinamarca) | Medalla de plata   | C2 200 m           |
| 2021                 | Copenhague (Dinamarca) | Medalla de bronce  | C2 500 m           |
| 2022                 | Halifax (Canadá)       | Medalla de oro     | C2 200 m           |
| Juegos Panamericanos |                        |                    |                    |
| Año                  | Lugar                  | Medalla            | Competición        |
| 2019                 | Lima (Perú)            | Medalla de oro     | C2 500 m           |